# The Plant List
The Plant List (укр. Список рослин) — енциклопедичний інтернет-проєкт із систематики сучасних рослин.

## Ресурси
Цей інтернет-проєкт виник в результаті співпраці між Королівськими ботанічними садами в К'ю і Міссурійським ботанічним садом. У проєкті об'єднані бази даних цих установ та інших учасників.

## Наведені дані про рослини
Список рослин є робочим переліком відомих видів рослин у вільному доступі й був розроблений як пряма відповідь на Глобальну стратегію збереження рослин, прийняту у 2002 році 193 урядами, які є Сторонами Конвенції про біологічне різноманіття. Глобальна стратегія збереження рослин була розроблена як основа для дій з припинення втрати розмаїття рослин. Мета 1 Стратегії — заклик завершити до 2010 року «широкодоступний робочий список всіх відомих видів рослин як крок на шляху до повного опису світової флори». Випущена в грудні 2010 року, версія 1.0 цього проєкту спрямована на всебічне охоплення всіх видів судинних рослин (квіткових рослин, хвойних, папоротей і їх союзники) і мохоподібних (мохи та печіночники). Мета 1 Глобальної стратегії збереження рослин була переглянута у грудні 2010 року і зараз закликає до «онлайн-списку флори всіх відомих рослин» до 2020 року.
Випущена у вересні 2013 року, версія 1.1 Списку рослин виправила помилки, що були виявлені у версії 1.0, удосконалила і розширила алгоритми для виявлення і вирішення суперечливих відомостей; поновлення записів з наявних джерел даних; і містить набір даних для розоцвітих від Річарда Панкхерста з Королівського ботанічного саду в Единбурзі.
Список рослин не є досконалим і перебуває в стадії розробки. Він може пропускати деякі імена або, навпаки, містити деякі повторювані імена. Планується подальший випуск нових удосконалених версій.
Список не включає викопних рослин, водоростей або грибів.
У списку рослин наведена прийнята латинська назва для більшості видів, з посиланнями на всі синоніми, які були відомі для цього виду. Він також включає невирішені назви, для яких авторитетні джерела даних не містять достатніх доказів, щоб вирішити, чи є вони прийнятими назвами або синонімами. Список не включає народних назв рослин та відомостей про їх ареал.
Для кожного імені на видовому рівні розробники проєкту прагнуть надати автора назви, оригінальне місце публікації та оцінку того, наскільки прийнята назва або синонім того чи іншого імені з ресурсів, що знаходяться в Королівських Ботанічних садах К'ю, Міссурійському ботанічному саду та інших джерелах. За можливістю, для кожного імені включені також наведені посилання на оригінальні онлайн-записи в базі даних, на його відповідний запис до IPNI (The International Plant Names Index) і додаткові джерела інформації про рослину.

## Таксономічне охоплення
Список рослин охоплює всі відомі види з таких основних груп рослин:
- Покритонасінні
- Голонасінні
- Папоротеподібні
- Мохоподібні

## Зведена статистика
Версія 1.1 списку рослин охоплює 1 064 035 наукових назв рослин рангу виду. З них 350 699 є прийнятими назвами видів.
Список містить 642 родини та 17 020 родів рослин.